# バーン (単位)
バーン（barn、記号:b）は、面積の非SI単位である。専ら原子核物理学で核反応の反応断面積を表す単位として使われていた。
1 b = 10-28 m2である。1 fm = 10-15 mで換算すると、1 b = 100 fm2であり、1辺が 10 fm の正方形の面積に等しい。

## 使用

### 国際単位系における位置づけ
バーンは、2019年以前の国際単位系(SI)文書第8版（2006年版）においては「その他の非SI単位」と位置づけられていて、使用する場合はSI単位との対応関係を示さなければならないとされていた。
しかし、2019年以降の国際単位系(SI)においては全く認められていない単位となっている。

### 計量法
日本の計量法でも認められていない単位（非法定計量単位）のため、計量法上の取引・証明に用いることはできない（計量法#取引、証明とは）。

## 概要
核物理における反応断面積とは、原子核の核反応の発生のしやすさを示したもので、面積の次元を持つので「断面積」と呼ばれる。別の言い方をすれば、核反応を起こすために粒子を照射する際の「的（まと）の大きさ」である。
1バーンはおよそウランの原子核の断面積に等しい。そのため、核物理学者の間では広く使われている。なお、バーンよりずっと小さい断面積の単位として、シェッド（shed）が1940年代後半から1950年代に使われていた。1 シェッド = 10-52 m2 である。
一方四極子共鳴では上記の「的」という概念とは無関係であるが、その値が面積の次元で表され、その大きさがちょうど良いため、単位 バーン が流用されている。

## 由来
第二次世界大戦中のマンハッタン計画における原子爆弾の研究において、パデュー大学のアメリカ人物理学者、ホロウェイ（M.G. Holloway、en:Marshall Holloway） と ベイカー（Charles P. Baker）が、典型的な原子核が示すおおよその断面積（10−28 m2）を表す単位の暗号名として、1942年12月にバーンという単位を考案した。バーン(barn)は英語で「納屋」のことであり、これは「納屋ほども大きな的」ということを表している。核反応の的としてのウランの核の断面積が、他の原子の原子核に比べて非常に大きいからである。当初は、この名前によって核構造の研究(原子爆弾開発研究)を秘匿できることを期待した命名であったが、最終的には核物理学や素粒子物理学の標準の単位となった。